# Tongliang

Kreis Tongliang in Chongqing

Tongliang (chinesisch 铜梁区, Pinyin Tóngliáng Qū) ist ein Stadtbezirk der regierungsunmittelbaren Stadt Chongqing in der Volksrepublik China. Der Stadtbezirk (ein früherer Kreis) hat eine Fläche von 1.342 km². Bei Volkszählungen in den Jahren 2000 und 2010 wurden in Tongliang 794.104 bzw. 600.086 Einwohner gezählt.

## Administrative Gliederung
Auf Gemeindeebene setzt sich der Stadtbezirk aus drei Straßenvierteln, 22 Großgemeinden und drei Gemeinden zusammen. 

## Persönlichkeiten
- Guo Rugui (1907–1997), Militär, Spion und Militärschriftsteller